# Stachyostoma psilodoxa
Stachyostoma psilodoxa är en fjärilsart som beskrevs av Edward Meyrick 1923. Stachyostoma psilodoxa ingår i släktet Stachyostoma och familjen stävmalar. Inga underarter finns listade i Catalogue of Life.